# Parque Nacional Cestos-Senkwehn
O Parque Nacional Cestos-Senkwehn é uma área proposta para proteção no condados de Sinoe e Rivercess, na Libéria. Compreende as florestas ribeirinhas e úmidas de Cestos-Senkwehn. A área não está delimitada.